# Annecys internationella festival för animerad film
Annecys internationella festival för animerad film (franska: Festival international du film d'animation d'Annecy) är en filmfestival med inriktning på animation. Festivalen startades 1960 och äger rum i början av juni i Annecy, Frankrike. Den räknas som en av de stora internationella filmfestivalerna för animation, tillsammans med Animafest Zagreb.
Ursprungligen hade festivalen enbart en tävlingsklass för kortfilmer, men har med åren kommit att växa till att innefatta en mängd olika klasser. Under hela festivalen visas, förutom tävlingsfilmerna, en kvällsfilm under bar himmel.

## Historia

### Förhistoria
Bakgrunden till festivalen är den aktiva filmklubben i regionen. Man arrangerade filmdagar (Journes du cinéma), inklusive särskilda visningsarrangemang för animerad film under titeln Journées internationales du cinéma d'animation (JICA). Pierre Barbin, André Martin och Michel Boschet var de tre klubbmedlemmarna som startade JICA-verksamheten.
1956 var två av de savojardiska klubbmedlemmarna i Cannes, för att där arrangera den första versionen av JICA som ett inofficiellt sidoarrangemang till den då etablerade filmfestivalen. Inspirerade av framgångarna med den stora Cannes-festivalen beslöt medlemmar i filmklubben att försöka dra igång sin egen festival, inriktad på animerad film. Placeringen i Annecy underlättades av närheten till Genève och dess flygplats, en teater på orten som kunde utnyttjas samt det lokala filmintresse som underhållits av filmklubbens aktiviteter. 1959 röstade stadsfullmäktige med en enda rösts övervikt för att låta stödja ett sådant här arrangemang.

### 1960-talet
Året efter, 1960, arrangerades den tredje upplagan av JICA och tillika den första upplagan av animationsfestivalen, där man införde tävlingsarrangemang och priser till utvalda filmer. Samtidigt lades grunden för en internationall organisation inom området, under namnet ASIFA (Association internationale de film d'animation).
Inledningsvis arrangerades festivalen vartannat år, bland annat med målsättningen att koncentrera resurserna. Från och med 1963 bestämde man sig för att ha arrangemanget på udda år, baserat på konkurrens från liknande arrangemang under jämna år. Under 1960-talet etablerades ett antal återkommande delar av festivalen, med officiella visningslistor med filmer och olika priskategorier, retrospektiv av vissa animatörers verksamhet, utställningar, hedersgäster och officiell närvaro av animatörsgrupper från ett tjugotal olika länder.
1969 års festival ställdes in, efter att man inte kunnat finna sponsorer till arrangemanget. Året före hade medarrangören Barbin lämnat verksamheten för en post på det franska cinemateket, varefter han under den oroliga franska 1968-våren tvingades avgå därifån. Frankrikes kulturminister André Malraux tackade också nej till att låta ge statligt stöd.

### 1970-talet
1971 återetablerades dock Annecy-festivalen, efter samarbete mellan stadens borgmästare Charles Bosson (även fransk senator), ett antal filmregissörer och den lokala filmklubben. 1973 och 1975 års upplagor såg ett ökat deltagande från både yrkesfolk och biobesökare. Under de här åren organiserades även återkommande animationsutställningar på stadsmuseet.
1977 sjönk dock deltagandet i festivalen. Konkurrens med andra, konkurrerande arrangemang var en orsak, liksom olika svårigheter i organisationen och mellan folk i Annecy, ASIFA i Paris och på andra håll.

### 1980-talet
1981 valdes socialisten François Mitterrand till fransk president. Under hans styre inledde franska regeringar ett antal regionala satsningar, vilket bland annat annat gynnade seriefestivalen i Angoulême och animationsfestivalen i Annecy. För Annecys del innebar det att man inte längre behövde samordna arrangemanget med ett sekretariat i Paris. En internationell urvalskommitté för det officiella visningsprogrammet under festivalen sattes också samman. Alla var dock inte nöjda med den nya organisationen, och det ryktades ett tag om en alternativ animationsfilmsfestival på orten.
1983 års festival arrangerades på det nya kulturcentret Bonlieu, där det fanns större möjligheter till parallella filmvisningar. Man etablerade också en marknadsdel för yrkesfolk att marknadsföra, köpa och sälja utgivningsrättheter, på samma sätt som på större internationella filmfestivaler och seriefestivalen i Angoulême. Breddningen av arrangemanget togs emot väl och ledde till en nysatsning på festivalen.
1984 ombildades festivalorganisationen, från JICA till CICA (Centre international du cinéma d'animation), med ett breddat uppdrag för fler filmaktiviter oberoende av själva festivalen. 1985 infördes också den nya tävlingskategorin animerade filmer för TV Samma år etablerades också marknadsdelen på festivalen (MIFA) mer officiellt, efter medverkan från kulturministern Jack Lang.
Under andra halvan av 1980-talet började amerikanska animationsstudior synas tydligare på Annecy-festivalen. 1985 arrangerades ett specialprogram kring Disney, och två år senare – när man gjorde samma sak med Warner Brothers – närvarade Disney med en stor delegation.

### 1990-talet
Under 1990-talet fortsatte festivalen att utvecklas. 1997 beslöts att göra den till årligen återkommande, bland annat baserat på den ökande filmutbudet och behovet inom branschen av en årlig filmrättighetsmarknad. Man ansåg sig också behöva en permanent organisation (ett 15-tal personer) för arrangemanget, för att kunna upprätthålla sin position som den främsta internationella festivalen för animerad film. Mellan 1983 och 1997 hade antalet årligen bedömda filmer ökat från 386 till 1 271, och i början av 1990-talet bevakade bortemot 300 journalister varje festival.
1993 lät festivalorganisatörerna för första gången ställa upp en stor utomhusbio, för allmänna visningar.

### 2000-talet

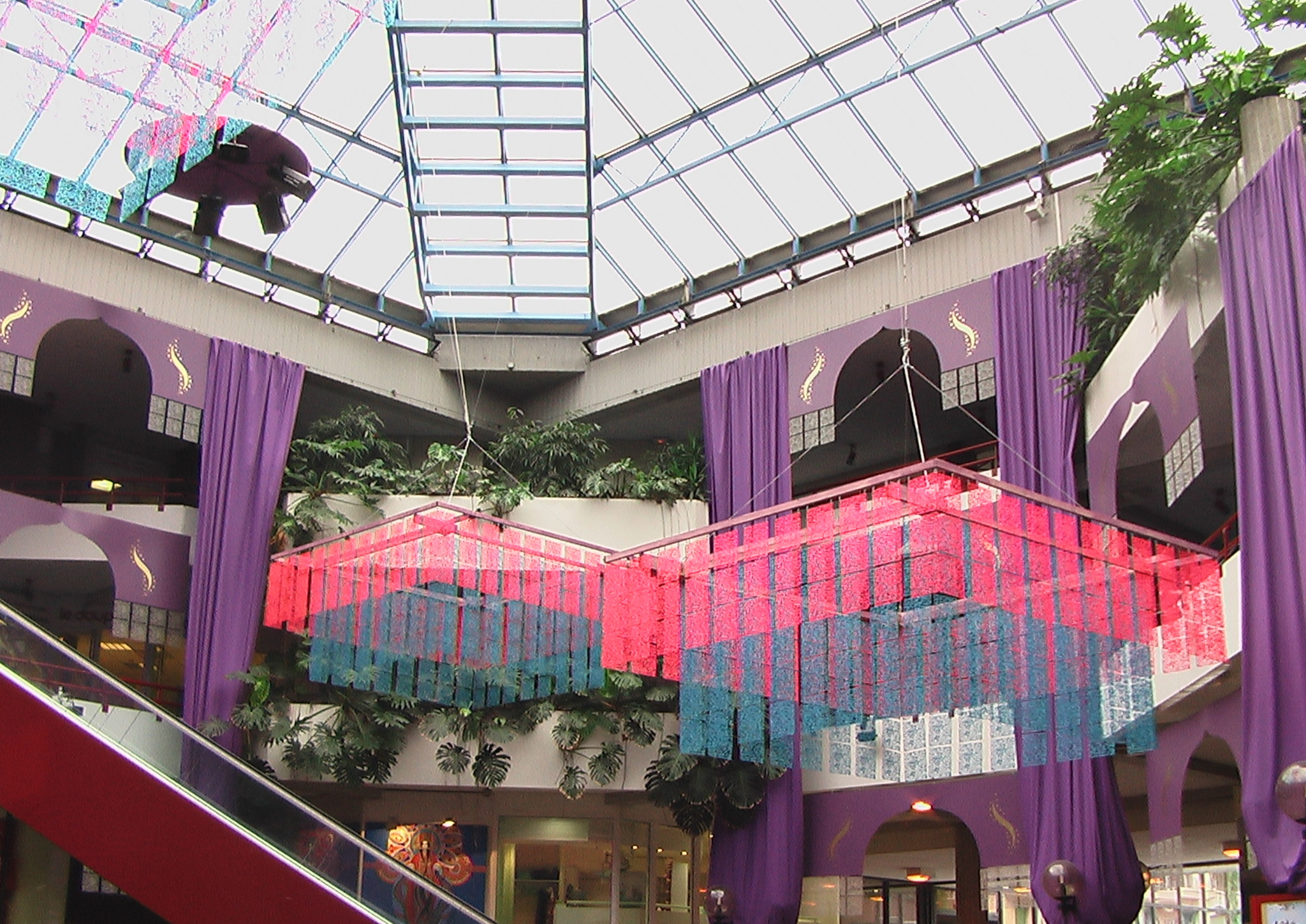
Festivalpalatset i Annecy (2008).

Vid den 40-årsjubilerande festivalen år 2000 fungerade Roy E. Disney som hederspresident för festivalen. Han var Walt Disneys brorson och dåvarande vice styrelseordförande för Walt Disney Company.
Under 00-talet ökade mängden filmer som gavs internationell premiär under festivalen. Detta var en tid då man både i Frankrike och andra europeiska länder gjorde ett antal stora satsningar på animerade långfilmsprojekt.
2006 ombildades festivalorganisationen på nytt, denna gång genom en fusion med den separata kulturorganisationen PUMMA, varvid den nya enheten CITIA bildades. Två år senare var siffrorna för bedömda filmer 1 867, varav 284 kom att få plats i det officiella visningsprogrammet.

### 2010-talet
2010 firade festivalen sitt 50-årsjubileum, med 50 hedersgäster. Året efter närvarade både den japanske serieskaparen och animatören Leiji Matsumoto och Frankrikes kulturminister Frédéric Mitterrand. Ytterligare tecken i tiden var etablerandet av den nya utmärkelsen för den speciella Youtube-relaterade filmkategorin.
2017 var Kina hedersgäst på festivalen, och man medverkade med en 130 personer stor delegation. Andra särskilt inbjudna länder under årtionden var Polen (2013), Spanien (2015), Sydkorea (2016), Brasilien (2018) och Japan (2019).

### 2020-talet
På grund av coronaviruspandemin arrangerades 2020 års festival endast digitalt, via Internet. Netflix var medsponsor till festivalen, och man presenterade i samband med festivalen Junichi Satōs nya film A Whisker Away. Filmen var ursprungligen tänkt som en biofilm, men på grund av pandemin såldes visningsrättigheterna direkt till det amerikanska strömningsföretaget. Under "online"-festivalen hade även den Apple-producerade Wolfwalkers premiär, regisserad av Tomm Moore.
Festivalen arrangeras i juni, numera dock oftare i slutet än i början av månaden.

## Utmärkelser

### Annecykristallen för bästa kortfilm

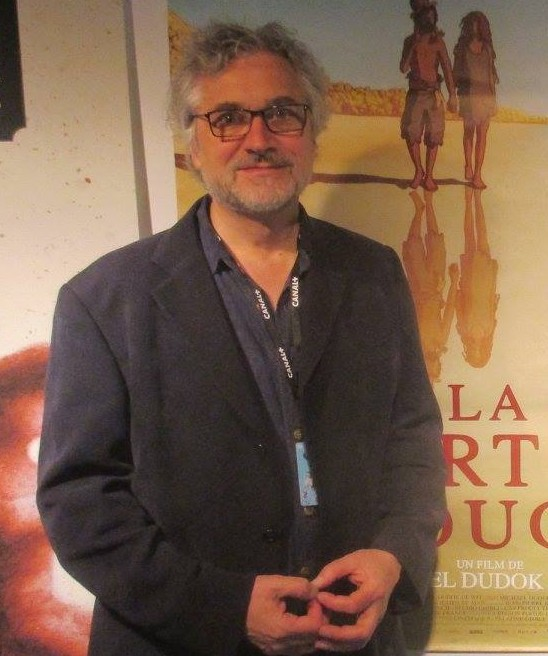
Michaël Dudok De Wit (kortfilmspriset 2001; foto 2016).

Priset utdelat sedan starten. För de filmer som saknar svensk titel anges ursprungstiteln.
| År        | Film                                                               | Regissör                             | Produktionsland                |
| --------- | ------------------------------------------------------------------ | ------------------------------------ | ------------------------------ |
| 1 • 1960  | Lejonet och rosen (Lev a písnička)                                 | Břetislav Pojar                      | Tjeckien                       |
| 2 • 1962  | The Flying Man                                                     | George Dunning                       | Storbritannien                 |
| 3 • 1963  | Špatně namalovaná slepice                                          | Jiří Brdečka                         | Tjeckien                       |
| 4 • 1965  | La demoiselle et le violoncelliste                                 | Jean-François Laguionie              | Frankrike                      |
| 5 • 1967  | Krotitelj divlijih konja                                           | Nedeljko Dragic                      | Jugoslavien                    |
| 5 • 1967  | Breath                                                             | Jimmy Murakami                       | Storbritannien                 |
| 5 • 1967  | Klatki                                                             | Miroslaw Kijowicz                    | Polen                          |
| 5 • 1967  | Arès contre Atlas                                                  | Manuel Otéro                         | Frankrike                      |
| 6 • 1971  | The Further Adventures Of Uncles Sam                               | Robert Mitchell och Dale Case        | USA                            |
| 6 • 1971  | Apel                                                               | Ryszard Czekala                      | Polen                          |
| 6 • 1971  | Bruden (Nevesta)                                                   | Borislav Šajtinac                    | Jugoslavien                    |
| 7 • 1973  | Frank Film                                                         | Frank Mouris                         | USA                            |
| 8 • 1975  | Le pas                                                             | Piotr Kamler                         | Frankrike                      |
| 9 • 1977  | David                                                              | Paul Driessen                        | Nederländerna                  |
| 9 • 1977  | Le château de sable                                                | Co Hoedeman                          | Kanada                         |
| 10 • 1979 | Mr. Pascal                                                         | Alison De Vere                       | Storbritannien                 |
| 10 • 1979 | Afterlife                                                          | Ishu Patel                           | Kanada                         |
| 11 • 1981 | Tango                                                              | Zbigniew Rybczynski                  | Polen                          |
| 12 • 1983 | Možnosti dialogu                                                   | Jan Švankmajer                       | Tjeckien                       |
| 13 • 1985 | Een griekse tragedie                                               | Nicole Van Goethem                   | Belgien                        |
| 14 • 1987 | Mannen som planterade träd (L'homme qui plantait des arbres)       | Frédéric Back                        | Kanada                         |
| 14 • 1987 | Smatchkan sviat                                                    | Boyko Kanev                          | Bulgarien                      |
| 15 • 1989 | The Hill Farm                                                      | Mark Baker                           | Storbritannien                 |
| 16 • 1991 | Seryj Volk end Krasnaja Shapochka (Серый волк энд Красная Шапочка) | Garri Bardin                         | Ryssland                       |
| 17 • 1993 | Le fleuve aux grandes eaux                                         | Frédéric Back                        | Kanada                         |
| 18 • 1995 | Svitchkraft                                                        | Konstantin Bronzit                   | Ryssland                       |
| 19 • 1997 | La vieille dame et les pigeons                                     | Sylvain Chomet                       | Frankrike · Kanada             |
| 20 • 1998 | Papillons de nuit                                                  | Raoul Servais                        | Belgien                        |
| 21 • 1999 | When the Day Breaks                                                | Wendy Tilby och Amanda Forbis        | Kanada                         |
| 22 • 2000 | Den gamle och havet (The Old Man and the Sea)                      | Alexandre Petrov                     | Kanada · Ryssland · Japan      |
| 23 • 2001 | Father and Daughter                                                | Michaël Dudok De Wit                 | Nederländerna                  |
| 24 • 2002 | Barcode                                                            | Adriaan Lokman                       | Nederländerna                  |
| 25 • 2003 | Atama yama                                                         | Koji Yamamura                        | Japan                          |
| 26 • 2004 | Lorenzo                                                            | Mike Gabriel                         | USA                            |
| 27 • 2005 | The Mysterious Geographic Explorations of Jasper Morello           | Anthony Lucas                        | Australien                     |
| 28 • 2006 | Histoire tragique avec fin heureuse                                | Regine Pessoa                        | Frankrike                      |
| 29 • 2007 | Peter and the Wolf                                                 | Suzie Templeton                      | Polen · Storbritannien · Norge |
| 30 • 2008 | Tsumiki no ie                                                      | Kunio Katō                           | Japan                          |
| 31 • 2009 | Slavar                                                             | David Aronowitsch och Hanna Heilborn | Sverige                        |
| 32 • 2010 | The Lost Thing                                                     | Andrew Ruhemann och Shaun Tan        | Australien                     |
| 33 • 2011 | Pixels                                                             | Patrick Jean                         | Frankrike                      |
| 34 • 2012 | Tramvaj                                                            | Michaela Pavlátová                   | Tjeckien · Frankrike           |
| 35 • 2013 | Subconscious Password                                              | Chris Landreth                       | Kanada                         |
| 36 • 2014 | Man on the Chair                                                   | Jeong Dahee                          | Frankrike · Sydkorea           |
| 37 • 2015 | My ne mozjem zjit bez kosmosa (Мы не можем жить без космоса)       | Konstantin Bronzit                   | Ryssland                       |
| 38 • 2016 | Une tête disparaît                                                 | Franck Dion                          | Frankrike · Kanada             |
| 39 • 2017 | Min börda                                                          | Niki Lindroth von Bahr               | Sverige                        |
| 40 • 2018 | Bloeistrat 11                                                      | Nienke Deutz                         | Belgien · Nederländerna        |
| 41 • 2019 | Mémorable                                                          | Bruno Collet                         | Frankrike                      |
| 42 • 2020 | Physique de la tendresse                                           | Theodore Ushev                       | Kanada                         |
| 43 • 2021 | Écorce                                                             | Samuel Patthey, Silvain Monney       | Schweiz                        |
| 44 • 2022 | Amok                                                               | Balázs Turai                         | Ungern · Rumänien              |
| 45 • 2023 | 27                                                                 | Flóra Anna Buda                      | Frankrike · Ungern             |

### Kristallen för bästa långfilm

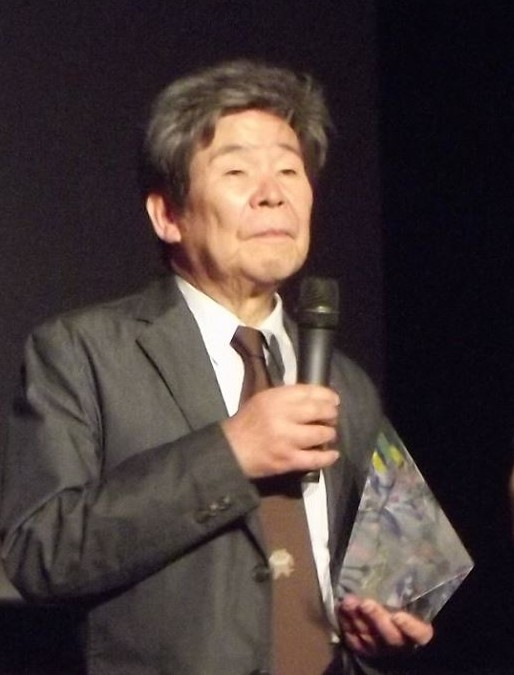
Isao Takahata (långfilmspriset 1995; foto 2014).

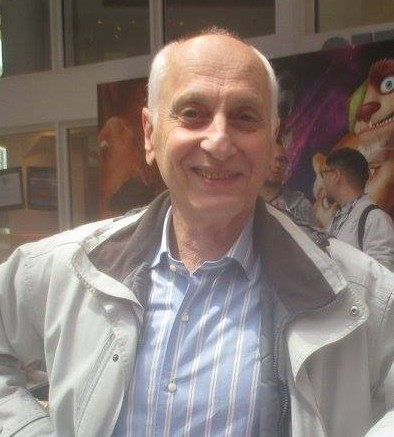
Michel Ocelot (långfilmspriset 1999; foto 2016).

Priset utdelat sedan 1985.
| År        | Film                                                         | Regissör                             | Produktionsland                                              |
| --------- | ------------------------------------------------------------ | ------------------------------------ | ------------------------------------------------------------ |
| 13 • 1985 | Daliás idők                                                  | József Gémes                         | Ungern                                                       |
| 13 • 1985 | Bästa franska långfilm: L'enfant invisible                   | André Lindon                         | Frankrike                                                    |
| 14 • 1987 | Tryggare kan ingen vara (When the Wind Blows)                | Jimmy Murakami                       | Storbritannien                                               |
| 15 • 1989 | Něco z Alenky                                                | Jan Švankmajer                       | Tjeckien · Schweiz · Storbritannien · Tyskland               |
| 16 • 1991 | Robinson et compagnie                                        | Jacques Colombat                     | Frankrike                                                    |
| 17 • 1993 | Porco Rosso (Kurenai no buta, 紅の豚)                        | Hayao Miyazaki                       | Japan                                                        |
| 18 • 1995 | Pompoko (Heisei tanuki gassen Pompoko, 平成狸合戦ぽんぽこ)   | Isao Takahata                        | Japan                                                        |
| 19 • 1997 | James och jättepersikan (James and the Giant Peach)          | Henry Selick                         | USA                                                          |
| 20 • 1998 | I Married a Strange Person!                                  | Bill Plympton                        | USA                                                          |
| 21 • 1999 | Kirikou och den elaka häxan (Kirikou et la sorcière)         | Michel Ocelot                        | Frankrike                                                    |
| 23 • 2001 | Mutant Aliens                                                | Bill Plympton                        | USA                                                          |
| 24 • 2002 | Mari iyagi                                                   | Lee Sung-gang                        | Sydkorea                                                     |
| 25 • 2003 | Mak dau goo si (麥兜故事)                                    | Toe Yuen                             | Hongkong                                                     |
| 26 • 2004 | 오세암, Oseam                                                | Sung Baek-yeop                       | Sydkorea                                                     |
| 27 • 2005 | Nyócker!                                                     | Aron Gauder                          | Ungern                                                       |
| 28 • 2006 | Renaissance                                                  | Christian Volckman                   | Frankrike · Storbritannien · Luxemburg                       |
| 29 • 2007 | Slipp Jimmy fri                                              | Christopher Nielsen                  | Norge · Storbritannien                                       |
| 30 • 2008 | Sita Sings the Blues                                         | Nina Paley                           | USA                                                          |
| 31 • 2009 | Coraline och spegelns hemlighet (Coraline)                   | Henry Selick                         | USA                                                          |
| 31 • 2009 | Mary and Max                                                 | Adam Elliot                          | Australien                                                   |
| 32 • 2010 | Den fantastiska räven (Fantastic Mr. Fox)                    | Wes Anderson                         | USA                                                          |
| 33 • 2011 | Rabbinens katt (Le chat du rabbin)                           | Joann Sfar och Antoine Delesvaux     | Frankrike                                                    |
| 34 • 2012 | Crulic - Drumul spre dincolo                                 | Anca Damian                          | Rumänien · Polen                                             |
| 35 • 2013 | Uma história de amor e fúria                                 | Luiz Bolognesi                       | Brasilien                                                    |
| 36 • 2014 | Pojken och världen (O menino e o mundo)                      | Alê Abreu                            | Brasilien                                                    |
| 37 • 2015 | Avril et le monde truqué                                     | Franck Ekinci och Christian Desmares | Frankrike                                                    |
| 38 • 2016 | Ma vie de Courgette                                          | Claude Barras                        | Schweiz · Frankrike                                          |
| 39 • 2017 | Yoake tsugeru lu no uta ('Lou och sirenernas ö')             | Masaaki Yuasa                        | Japan                                                        |
| 40 • 2018 | Funan                                                        | Denis Do                             | Belgien · Kambodja · Frankrike · Luxemburg                   |
| 41 • 2019 | J'ai perdu mon corps                                         | Jérémy Clapin                        | Frankrike                                                    |
| 42 • 2020 | Calamity, une enfance de Martha Jane Cannary                 | Remy Chayé                           | Frankrike · Danmark                                          |
| 43 • 2021 | Flykt                                                        | Jonas Poher Rasmussen                | Storbritannien · USA · Frankrike · Danmark · Norge · Sverige |
| 44 • 2022 | Le Petit Nicolas – Qu'est-ce qu'on attend pour être heureux? | Amandine Fredon, Benjamin Massoubre  | Frankrike · Luxemburg                                        |
| 45 • 2023 | Linda veut du poulet!                                        | Chiara Malta, Sébastien Laudenbach   | Frankrike · Italien · Tyskland                               |

### Lista över utmärkelser genom åren
Detta är en lista över utmärkelser som utdelats på Annecyfestivalen genom åren. Listan är ett urval då en mängd olika utmärkelser har utdelats.
Listan innehåller både tidigare och nuvarande utmärkelser. En del utmärkelser har inte delats ut årligen utan mera oregelbundet (bara vissa år).

#### Kortfilmer
- Annecykristallen för bästa kortfilm - pris utdelat första gången 1960.
- Hedersomnämnande
- Juryns specialpris
- Publikens pris
- FIPRESCI-priset
- Jean-Luc Xiberras pris för bästa debutfilm
- TPS Cinceculte-priset för en kortfilm
- Juniorjuryns pris för en kortfilm
- Unicef-priset

#### Långfilmer
- Kristallen för bästa långfilm - pris utdelat första gången 1985.
- Hedersomnämnande
- Juryns specialpris
- Publikens pris

#### TV-produktioner
- Kristallen för TV-produktioner - pris utdelat första gången 1987.
- Specialpriset för en TV-serie
- Priset till TV-specialare

#### Filmer på uppdrag
- Pris för utbildande, vetenskaplig eller industrifilm - pris utdelat första gången 1973.
- Pris för bästa musikvideo - pris utdelat första gången 2003.

#### Examensfilm
- Pris för bästa skol- eller examensfilm - pris utdelat första gången 1995.
- Hedersomnämnande
- Juryns specialpris för examensfilm
- Juniorjuryns pris för en examensfilm

#### Filmer för Internet
- Nätsurfarnas pris - pris utdelat 2002–2006[9]